# Aeroportul Ignacio Agramonte
Aeroportul Ignacio Agramonte (IATA: CMW, ICAO: MUCM) este un aeroport din Camagüey Province⁠(d), Cuba ce deservește zona Camagüey.
Situat la o altitudine de 125 m, aeroportul dispune de 1 pistă.

## Infrastructură

### Piste
Aeroportul dispune de o singură pistă. Pista 07/25 are suprafața de asfalt. 